# Toulouse Football Club (1937)
El Toulouse FC fue un equipo de fútbol de Francia que jugó en la Ligue 1, la primera división nacional.

## Historia
El Toulouse Football Club fue fundado el 20 de marzo de 1937 como equipo de la Division 2. El club finalizó en segundo lugar del grupo sur en la temporada de 1945–46 y logró el ascenso a la Division 1 una década después de su fundación. Toulouse terminaría en la posición 14 en su primera temporada en primera división. Luego de cuatro temporadas en los lugares intermedios de la clasificación, el TFC terminaría en cuarto lugar en la temporada de 1949–50, el lugar más alto que consiguió en ese periodo, pero el club bajaría mucho su nivel y terminaría en la posición 17 la temporada siguiente, descendiendo a la Division 2 en 1951. Sin embargo, Le Téfécé lograría el título de campeón en la Division 2 en 1953 y volvería a la primera división. Luego sería campeón de la Coupe de France en 1957, siendo este su primer y único título importante. El Toulouse mantendría un nivel constante que incluso lo llevó al subcampeonato en 1955, su mejor ubicación en su historia.
En la temporada de 1960–61 el Toulouse jugaría en la recién creada Anglo-Franco-Scottish Friendship Cup, donde perdió 2-6 en el global ante el Motherwell de Escocia.
Al iniciar la temporada de 1961–62, el millonario Jean-Baptiste Doumeng se convertiría en presidente del club. Bajo su administración, el Toulouse finalizaría en quinto lugar en la temporada 1963–1964.
El 16 de junio de 1964 Kader Firoud, quien jugara en el equipo durante la Segunda Guerra Mundial, pasaría a ser el nuevo entrenador. El la temporada de transición (1964–65) el club terminó en el lugar 11, Firoud había impuesto un estilo super defensivo, y luego el Toulouse terminaría en cuarto lugar al año siguiente, logrando la clasificación a la Copa de Ferias 1966-67. En esa misma temporada en la Coupe de France luego de eliminar al Angoulême CFC, FC Gueugnon, Olympique Lyonnais y FC Sochaux, enfrentarían al RC Strasbourg en semifinales donde serían eliminados en tiempo extra.
En la siguiente temporada el Toulouse enfrentó al Dinamo Pitești de Rumania en la primera ronda de la Copa de Ferias. Toulouse ganaría el partido de ida 3–0 ante 5 000 espectadores; pero en el partido de vuelta, el Dinamo Pitești iba ganando 1–4 en nueve minutos y en los minutos finales Mihai Țurcan anotaría el gol de la victoria para el club rumano.
Esa sería la última temporada del Toulouse FC, el presidente Doumeng dijo que las finanzas del club andaban mal a pesar de recaudar fondos. El club se mudaría a Saint-Ouen en 1967 luego de fusionarse con el Red Star de la segunda división.
Después nacería un nuevo club, el Union Sportive de Toulouse, en 1970; el cual pasaría a ser el Toulouse FC en 1977.

## Palmarés
- Copa de Francia: 1

1957
- Ligue 2: 1

1953

## Participación en competiciones de la UEFA
| Temporada | Torneo                 | Ronda          | Club           | Resultado |
| --------- | ---------------------- | -------------- | -------------- | --------- |
| 1963/64   | Copa Intertoto         | Fase de grupos | Módena FC      | 3-0, 0-2  |
| 1963/64   | Copa Intertoto         | Fase de grupos | KAA Gent       | 5-3, 1-2  |
| 1963/64   | Copa Intertoto         | Fase de grupos | BSC Young Boys | 3-0, 2-3  |
| 1964/65   | Copa Intertoto         | Fase de grupos | Malmö FF       | 1-1, 1-5  |
| 1964/65   | Copa Intertoto         | Fase de grupos | Dinamo Zagreb  | 3-1, 1-2  |
| 1964/65   | Copa Intertoto         | Fase de grupos | Olympiakos FC  | 3-2       |
| 1964/65   | Copa Intertoto         | Fase de grupos | Panionios FC   | 0-3       |
| 1966/67   | Inter-Cities Fairs Cup | 1              | Dinamo Piteşti | 3–0, 1–5  |

## Entrenadores
- Pierre Cazal 1937–1943
- Giuseppe Zilizzi 1943-1944
- Henri Cammarata 1944-1945
- André Riou 1945-1946
- Jean Batmale 1946-1947
- Edmond Enée 1947-1952
- Charles Nicolas 1952-1953
- Jules Bigot 1953-1958
- René Pleimelding 1958-1961
- Léon Deladerrière 1961-1964
- Kader Firoud 1964–1967[2]